# Ninezero

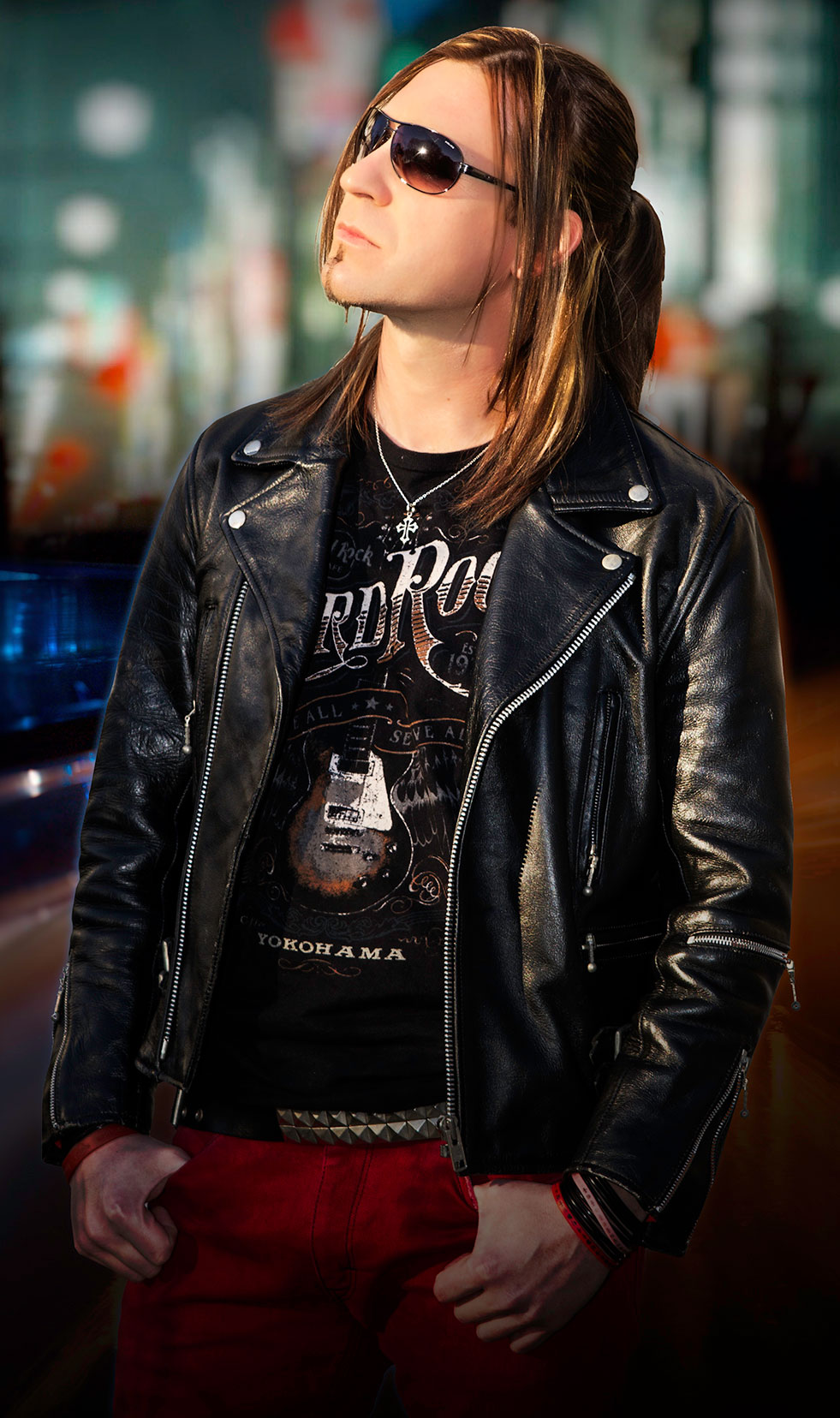
Bild von Januar 2013

Ninezero (geboren: Craig Andrew Schweizer; * 18. Oktober 20. Jahrhundert in Sydney) ist ein australischer Sänger, Textdichter und Musiker.
Zunächst beeinflusst von Heavy Metal und Hard Rock schuf er eine eigene Musikrichtung, die auch von seinen Erfahrungen mit Musicals geprägt ist.
Ninezero begann seine Gesangskarriere im High-School-Chor und in klassischen Musicals wie The King and I, Oklahoma! und Kiss Me, Kate am Riverside Theatre Parramatta (Sydney). Nach dem Studium an der University of Newcastle war er Sänger in mehreren Rock- und Heavy-Metal-Bands.
Ninezero wirkte zunächst 2003–2007 in der Band namens Raiden mit. Diese Musikgruppe schaffte ihren Durchbruch auf dem japanischen Musikmarkt 2006 mit ihrem Album Sound of Thunder.
Im Jahre 2007 begann er seine Solo-Karriere als Ninezero, wobei diesen Namen auch seine Band bekam. Mit dem Album The Beginning startete er sein Debüt. Es folgte die CD Sanity im Jahr 2009. Ninezero sang auch den offiziellen Titelsong für WeROCK City.
Gemeinsam mit einigen der berühmtesten Nachwuchsmusiker Japans brachte er seit dem Jahre 2010 Maziora The Band zum internationalen Erfolg. Die gegenwärtige Besetzung ist: Ninezero als Sänger, Kentaro als Gitarrist (Gargoyle), Yoshito Onda am Bass und Himawari am Schlagzeug. Diese Band spielt außer eigenen Kompositionen auch Interpretationen beliebter Stücke z. B. aus dem Musical We will rock you oder von anderen Gruppen wie den Scorpions und Queen (Band). Das erste Album hatte den Titel Best Ass-Kickin Heavy Rock und erschien im Februar 2011, der zweite Teil unter dem gleichen Titel kam im März 2013 heraus.
Ninezero singt auch für Titelmusiken bei Computerspieleherstellern wie Konami.

## Diskografie
- 2006: Sound of Thunder (Raiden)
- 2008: The Beginning, Solo
- 2009: Sanity, Solo
- 2011: Best Ass-Kickin Heavy Rock Vol.1 (Maziora The Band)
- 2013: Best Ass-Kickin Heavy Rock Vol.2 (Maziora The Band)

## Nachweise
1. ↑  Archivierte Kopie (Memento des Originals vom 21. Februar 2009 im Internet Archive)  Info: Der Archivlink wurde automatisch eingesetzt und noch nicht geprüft. Bitte prüfe Original- und Archivlink gemäß Anleitung und entferne dann diesen Hinweis. Official site for WeROCK City (englisch und japanisch)